# Chimarra wooroonooran
Chimarra wooroonooran là một loài Trichoptera trong họ Philopotamidae. Chúng phân bố ở miền Australasia.